# Ellwangen (stacja kolejowa)
Ellwangen (niem: Bahnhof Eppingen) – stacja kolejowa w Ellwangen (Jagst), w regionie Badenia-Wirtembergia, w Niemczech. Leży na linii kolejowej Goldshöfe-Crailsheim (Obere Jagstbahn) i jest największą i najważniejszą stacją kolejową między Goldshöfe i Crailsheim.
Według klasyfikacji Deutsche Bahn posiada kategorię 4.

## Historia
Wraz z ukończeniem Obere Jagstbahn w 1866 otwarto stację Ellwangen kilkaset metrów na północ od zabytkowego centrum miasta. Już w roku 1870 planowano budowę połączenia kolejowego z Ellwangen do Dinkelsbühl w kierunku Norymbergi. Plany zostały jednak zrealizowane dopiero wiele lat później, tworząc linię z Crailsheim i Ansbach jako znacznie krótszą i bardziej opłacalną. Zatem Dworzec Ellwangen pozostał zaledwie stacją tranzytową na jednej linii. Na początku XX wieku ponownie pojawiły się aspiracje, by stworzyć lokalną linię kolejową z Ellwangen na wschód Heartland przez Röhlingen i Pfahlheim do Tannhausen. Jednak te plany budowy tej linii zostały szybko odrzucone. W 1939 roku Obere Jagstbahn miała być rozbudowana do podwójnego toru, co oznaczałoby zmiany na stacji Ellwangen. Jednak projekt ten wstrzymano z powodu wybuchu II wojny światowej. W 1985 roku Obere Jagstbahn została zelektryfikowana. W połowie lat 90., stacja została zmodernizowano i wybudowano nowy dworzec autobusowy z 13 stanowiskami oraz parking P+R. We wrześniu 2003 roku wszystkie tory towarowe i bocznice zostały rozebrane. Od września 2010 do początku kwietnia 2011 perony zostały ponownie przebudowane.

## Linie kolejowe
- Obere Jagstbahn